# Акака, Дэниел
Дэниел Кахикина Акака (англ. Daniel Kahikina Akaka; 11 сентября 1924, Гонолулу, США — 6 апреля 2018, там же) — американский политик, сенатор США от штата Гавайи с 1990 года до 2013 года, член Демократической партии. Первый сенатор США гавайского происхождения.

## Биография
Родился в городе Гонолулу, административном центре американского штата Гавайи. В годы Второй мировой войны служил в инженерных войсках сухопутных войск США. В 1952 году в Университете Гавайев получил степень бакалавра педагогических наук, а в 1966 году — магистра.
В 1976 году Акака был избран членом Палаты представителей США, а в апреле 1990 года после смерти сенатора Спарка Мацунаги был временно назначен сенатором США, оставаясь на этом посту вплоть до 16 мая 1990 года. В ноябре 1990 года был избран сенатором (повторно переизбран в 1994, 2000 и 2006 годах).
Основным законопроектом, предложенным Акака за время нахождения на посту сенатора США, стал «Закон о реорганизации правительства коренных гавайцев» от 2007 года.
В апреле 2006 года Дэниел Акака вошёл в пятёрку худших сенаторов США по версии журнала «Тайм»: критиковали его за то, что его законопроекты не доходят дальше комитетов.
После смерти сенатора Дэниела Иноуи в 2012 году стал старшим сенатором, пока его не сменила 3 января 2013 года Мэйзи Хироно.